# دیک وایت
دیک وایت (انگلیسی: Dick White؛ ۲۰ دسامبر ۱۹۰۶ – ۲۱ فوریه ۱۹۹۳) افسر اطلاعاتی اهل بریتانیا بود. او از سال ۱۹۵۳ تا ۱۹۵۶ مدیریت کل ام‌آی۵ و از سال ۱۹۵۶ تا ۱۹۶۸ ریاست سرویس اطلاعات مخفی را بر عهده داشت. او همچنین برندهٔ جوایزی همچون نشان امپراتوری بریتانیا شده است.